# ستيف غوردون (مخرج)
ستيف غوردون (بالإنجليزية: Steve Gordon)‏ هو كاتب سيناريو ومخرج أمريكي، ولد في 1938 في تشيستر في الولايات المتحدة، وتوفي في 27 نوفمبر 1982 في نيويورك في الولايات المتحدة.

## وصلات خارجية
- ستيف جوردن على موقع IMDb (الإنجليزية)
- ستيف جوردن على موقع ألو سيني (الفرنسية)
- ستيف جوردن على موقع أول موفي (الإنجليزية)
- ستيف جوردن على موقع قاعدة بيانات برودواي على الإنترنت (الإنجليزية)
- ستيف جوردن على موقع قاعدة بيانات الأفلام السويدية (السويدية)
- ستيف جوردن على موقع قاعدة بيانات الفيلم (الإنجليزية)
- ستيف جوردن على موقع كينوبويسك (الروسية)